# Edwardsgimpel
Der Edwardsgimpel (Carpodacus edwardsii) ist ein Singvogel aus der Familie der Finken. Er bewohnt Teile des Himalayas und des westlichen Chinas, wo er in Wäldern, Bambusdickichten und verkrüppeltem Gesträuch auf alpinen Matten vorkommt. Das Artepitheton ehrt Henri Milne Edwards (1800–1885).

## Beschreibung

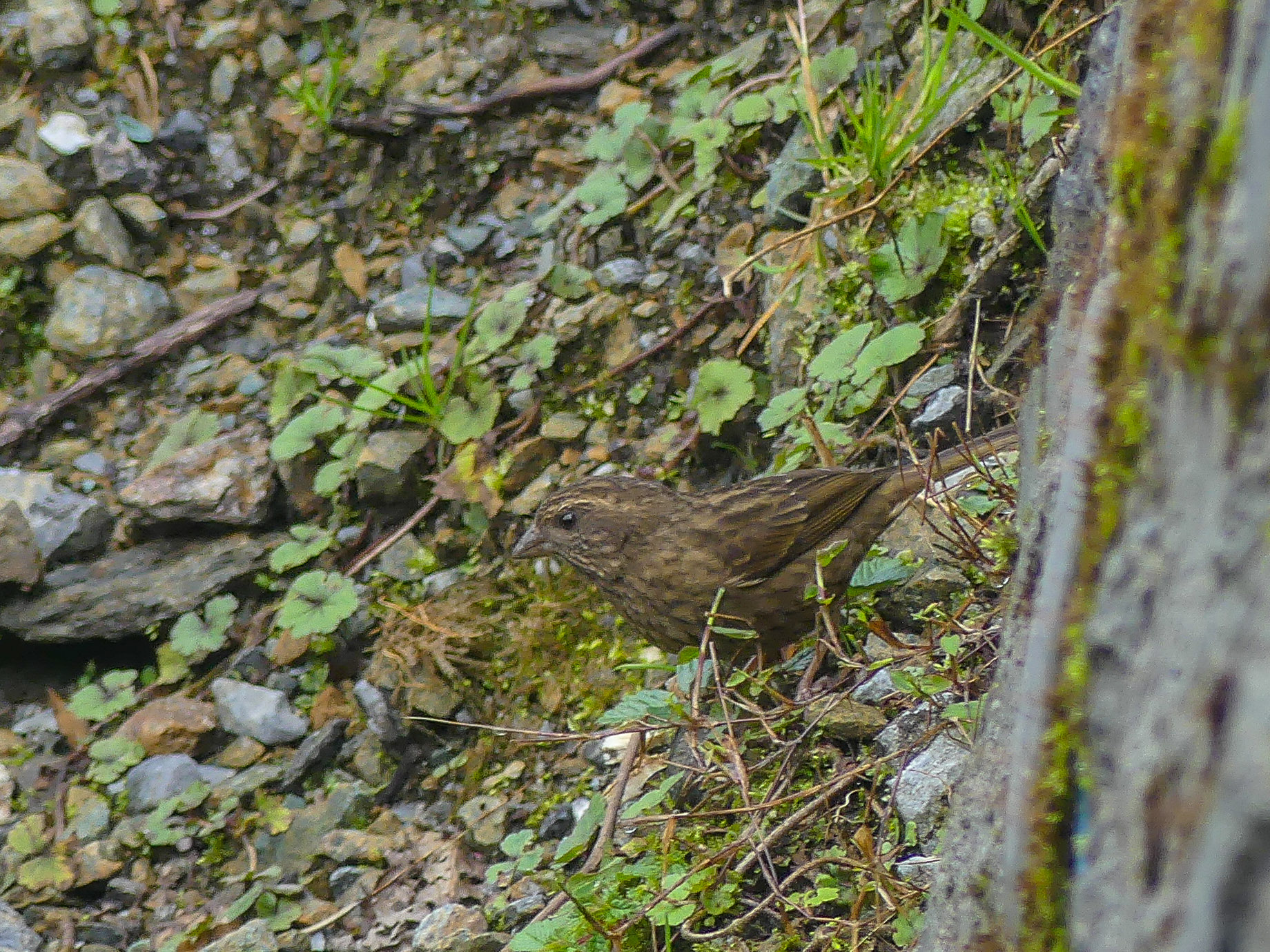
Weiblicher Edwardsgimpel

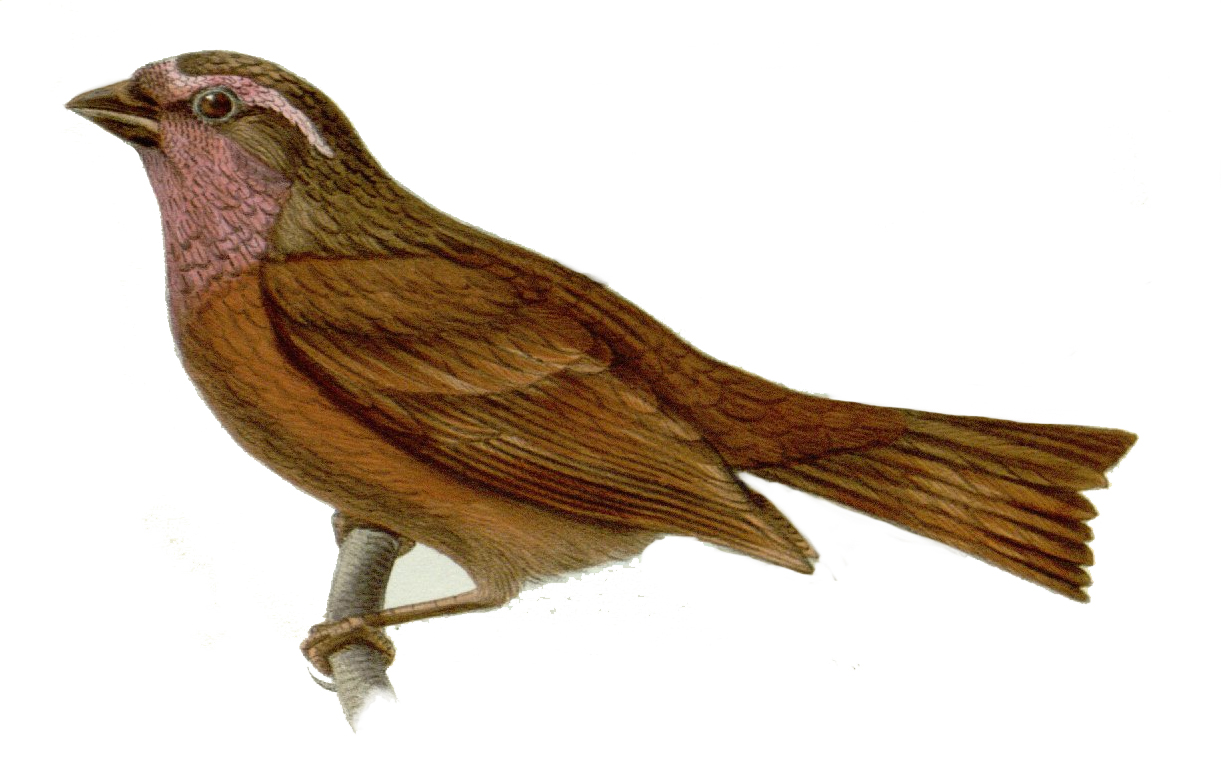
Zeichnung eines Edwardgimpels (Männchen) von Joseph Huet, 1872

### Aussehen
Der Edwardsgimpel ist mit 16–17 cm Körperlänge knapp größer als ein Buchfink. Die Art wirkt recht dunkel bräunlich und zeigt bis auf den Überaugenstreif und den Bereich von Kehle und Brust kaum die gattungstypischen rosa oder roten Partien. Der 14–16 mm lange Schnabel ist kurz, kräftig und spitz, First und Unterkante zur Spitze hin fast symmetrisch gerundet. Der Oberschnabel ist braun, der Unterschnabel heller hornfarben. Die Füße sind dunkelbraun. Die Flügellänge beträgt beim Männchen 79–85 mm, beim Weibchen 77–82 mm. Die Schwanzlänge des Männchens liegt zwischen 61 und 67 mm, beim Weibchen zwischen 59 und 66 mm.
Die Geschlechter unterscheiden sich stark in der Gefiederfärbung. Beim Männchen sind hintere Stirn, Scheitel und Nacken dunkelbraun und, was nur auf kurze Distanz zu sehen ist, dunkelrot überhaucht. Stirnseiten und Überaugenstreif sind blassrosa bis malvenfarben und werden vom braun- bis dunkelroten Zügel und den hinteren Ohrdecken von den anderen rosa Partien an Wangen, den vorderen Ohrdecken, Kinn und Kehle abgeteilt. Letztere zeigen im Bereich des Gesichts helle Federspitzen und an der Kehle dunkle Federzentren. Die dunkelrote bis kastanienbraune Färbung der Brust läuft auf der unteren Brust und dem Bauch in ein helleres Dunkelrosa aus, das zudem fein dunkel gestrichelt ist. Flanken, Schenkel und Unterschwanzdecken sind braun. Rücken und Schulterfedern sind warmbraun, rötlich überhaucht und dunkel gestreift. Bürzel und Oberschwanzdecken sind ebenso gefärbt, ihnen fehlt aber eine Streifung. Die Armdecken sind im Zentrum schwarzbraun mit kastanienfarbenen bis rotbraunen Säumen und dunkelrosa Spitzen. Das übrige Flügelgefieder ist mittel- bis dunkelbraun mit warmbraunen Säumen. Die inneren Armschwingen sind wie die Schirmfedern in frischem Gefieder rotbraun nuanciert, die letzteren tragen auf der Außenfahne eine breite, beigerosa Spitze. Der leicht gegabelte Schwanz ist dunkelbraun mit rötlichbraunen Säumen, die zur Spitze hin dunkler werden.
Beim Weibchen ist die Oberseite dunkel gelbbraun mit einer dunkelbraunen Strichelung, die auf dem Rücken kräftiger wird. Bürzel und Oberschwanzdecken sind einfarbig und ungestrichelt  gelblichbraun. Das Gesicht ist fein und dicht dunkel gestrichelt mit beigen Federspitzen auf Zügel, Wangen und Ohrdecken. Der breite, beige und fein gestrichelte Überaugenstreif ist oft verwaschen und verläuft bis auf die Halsseiten. Kinn und Kehle sind blassbeige mit dunkler Streifung, die Unterseite ist braunbeige mit einer breiten Streifung. Zu den Unterschwanzdecken und hinteren Flanken hin wird sie heller beige, die Strichelung feiner. Die Armdecken sind dunkelbraun mit helleren Säumen und beigen Spitzen. Der übrige Flügel ist dunkelbraun mit hellen Säumen, die sich auf den Außenfahnen der Schirmfedern zur Spitze stark verbreitern. Der dunkelbraune Schwanz ist hellbraun gesäumt.
Das Jugendkleid ähnelt dem des Weibchens, ist aber unterseits oft matter oder dunkler mit deutlicher abgesetzter Streifung. Männchen im ersten Sommer sehen noch ähnlich aus, zeigen aber bereits rote Nuancen auf der Oberseite. Der Überaugenstreif wird blasser und rosa, die Brust zeigt eine kräftige, dunkelrosa Färbung.
Das Männchen ist denen des Dünnschnabelgimpels, des Rubingimpels und des Auroragimpels recht ähnlich, kann aber aufgrund verschiedener Merkmale gut von diesen unterschieden werden. Schwieriger ist die Unterscheidung der Weibchen, bei denen besonders eine Verwechselung mit denen von Burgunder-, Schmuck- und Fleckengimpel nicht immer ausgeschlossen werden kann.

### Stimme
Die Art ist wenig ruffreudig, manchmal ist ein metallisches twink oder ein raues tschi-wi als Alarmruf zu vernehmen. Der Gesang wurde bislang nicht beschrieben.

## Verbreitung und geografische Variation
Der Edwardsgimpel besiedelt Teile des Himalayas vom westlichen Nepal ostwärts bis nach Westchina. Die Männchen der Unterart rubicunda unterscheiden sich von der Nominatform durch ein kräftigeren rötlichen Anflug auf dem Rücken. Die Partien im Bereich des Bauches sind weniger braun. Weibchen sind dunkler oder weniger intensiv braun und kräftiger gestrichelt.
- C. e. edwardsii Verreaux 1870 – Sichuan bis ins südliche Gānsù
- C. e. rubicunda (Greenway, 1933) – Himalaya vom westlichen Nepal bis nach Sikkim, Bhutan und Arunachal Pradesh sowie ins südöstliche Tibet, das südöstliche Sichuan und das nördliche Yunnan südlich der Likiang-Kette

Der Edwardsgimpel ist meist selten und nur im Winter bereichsweise häufig anzutreffen. Laut IUCN ist er nicht bedroht.

## Lebensweise
Der Edwardsgimpel kommt in Höhenlagen zwischen 3050 und 4240 m vor, im Winter wandert er in Lagen zwischen 2000 und 3700 m in Nepal und bis auf etwa 1600 m in Tibet und Westchina herab. Ein Teil überwintert südwärts bis ins nördliche Myanmar.
Er besiedelt Birken-, Fichten- und Bambuswälder und brütet in verkrüppeltem Gesträuch aus Wacholder oder Rhododendron. Ebenso findet man ihn in Beständen aus Bambus oder Dornsträuchern auf alpinen Matten und an offenen Hängen.
Meist trifft man ihn in kleinen Trupps oder Familienverbänden an. Bisweilen vergesellschaftet er sich auch mit der Strichelbraunelle (Prunella strophiata). Die Nahrungsaufnahme erfolgt im Schutze der Strauchschicht auf dem Boden, es werden vorwiegend Grassamen aber auch Früchte von Rosen- oder Wildapfelsträuchern gefressen. Über die Brutbiologie ist nichts bekannt.